# Sandino Andrés Núñez
Sandino Andrés Núñez   (Tacuarembó, 27 d'agost de 1961) és un filòsof, presentador, professor i escriptor uruguaià.
Va néixer el 1961 a Tacuarembó, una ciutat al nord de l'Uruguai. És llicenciat en Filosofia per la Universitat de la República, a Montevideo. Es va especialitzar en epistemologia i filosofia de la ciència, filosofia del llenguatge, lingüística i anàlisi del discurs. Està interessat en la filosofia com a possibilitat crítica de la cultura contemporània, el caràcter asimbólico del capitalisme tardà, la subjectivitat com a eina de socialització política, revitalitzar la teoria del subjecte i la psicoanàlisi.
Coordina grups d'estudi, seminaris i tallers no curriculars.
Va ser coordinador de les pàgines culturals El Popular (1985-1989), codirector del suplement El semanario, diari La hora (1989), director del suplement La República de Platón (1993-1995).
En televisió conduïx i realitza el guió del programa, dedicat a la filosofia, i conegut com: "Prohibido Pensar". Relaciona la filosofia amb fets de la vida cotidiana i de la cultura popular.
Els dijous a les 23:30, repeteix els divendres a les 20:30 i els diumenges a les 20:00.
Actualment està al capdavant del suplement mensual Temps de Crítica, de la revista Cares i Caretes d'Uruguai.

## Obres principals
- 2005, Lo sublime y lo obsceno.
- 2006, Disney War.[4]
- 2008, El miedo es el mensaje.
- 2009, Cosas profanas
- 2010, Prohibido pensar
- 2012, La vieja hembra engañadora.[5][6]